# Ходув (Лодзинське воєводство)
Ходув (пол. Chodów) — село в Польщі, у гміні Вартковиці Поддембицького повіту Лодзинського воєводства.
Населення — 92 особи (2011).
У 1975-1998 роках село належало до Серадзького воєводства.

## Демографія
Демографічна структура станом на 31 березня 2011 року:
|          | Загалом | Допрацездатний вік | Працездатний вік | Постпрацездатний вік |
| -------- | ------- | ------------------ | ---------------- | -------------------- |
| Чоловіки | 40      | 11                 | 26               | 3                    |
| Жінки    | 52      | 16                 | 26               | 10                   |
| Разом    | 92      | 27                 | 52               | 13                   |